# Tecolcuautla
Tecolcuautla är en ort i Mexiko.   Den ligger i kommunen Ahuacuotzingo och delstaten Guerrero, i den sydöstra delen av landet, 180 km söder om huvudstaden Mexico City. Tecolcuautla ligger 1 059 meter över havet och antalet invånare är 1 085.
Terrängen runt Tecolcuautla är lite bergig. Runt Tecolcuautla är det glesbefolkat, med 18 invånare per kvadratkilometer. Närmaste större samhälle är Alpuyecancingo de las Montañas, 16,4 km sydost om Tecolcuautla. I omgivningarna runt Tecolcuautla växer huvudsakligen savannskog.